# Gagist

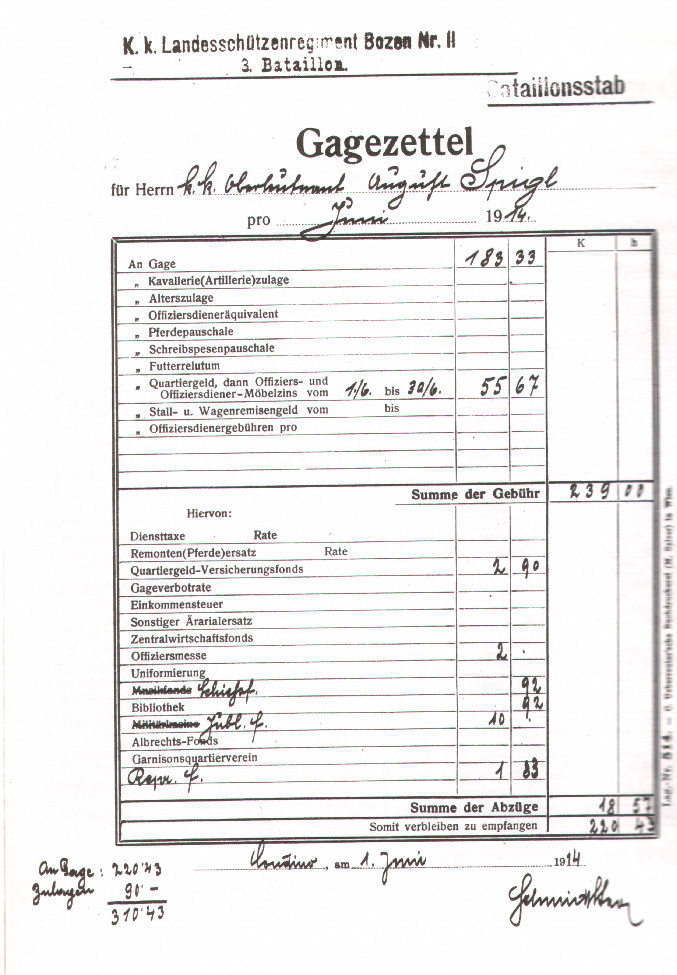
Gagezettel eines k.k. Oberleutnants, Juni 1914

Gagist war ein Begriff aus dem österreichisch-ungarischen Militärwesen.

## Bedeutung
Als Gagisten wurden die längerdienenden- und Berufssoldaten (Offiziere und höhere Unteroffiziere) bezeichnet. Ihren Sold erhielten sie in Form einer monatlichen Gage (Gehalt). Niedere Ränge und Wehrpflichtige (Gestellungspflichtige) bezogen hingegen eine Löhnung, die bis 1913 im Fünf-Tages-Rhythmus, dann im Zehn-Tages-Rhythmus ausgezahlt wurde (Löhnungsappell).

## Pflichten
Gagisten waren verpflichtet, für ihre Montur (Uniform) zum Dienst und zur Parade selbst aufzukommen. Offiziere mussten ihre Bekleidungsstücke bei einem Schneider anfertigen lassen oder in einem Uniformausstattungsgeschäft kaufen. Unteroffiziere, Kadetten und Fähnriche besaßen zusätzlich die Möglichkeit der ärarischen Ausstattung, d. h. gegen Bezahlung konnten Stücke aus dem Kammerbestand erworben werden.
Die Marschadjustierung (Felduniform) konnte auch von den Offizieren ärarisch beschafft werden.
Bei der sogenannten Mannrüstung (Feldbinde, Kartentasche, Kartusche, Pistolentasche usw.) und Bewaffnung (Säbel und Revolver) bestand für Offiziere wiederum die Möglichkeit der eigenen, sowie der ärarischen Beschaffung. Gagisten des Offiziersstandes, die innerhalb der Kaserne wohnten, hatten ein Quartiergeld abzuführen. Außerdem waren noch einige andere finanzielle Ersatzleistungen zu erbringen. Als Ausgleich erhielten die Gagisten Zulagen der verschiedensten Art.

## Gagisten ohne Diäten- bzw. Rangklasse
Als Gagisten ohne Rangklasse (bis 1873 Gagisten ohne Diätenklasse) geführt wurden bestimmte Spezialisten, wie Handwerker, technisches Hilfspersonal oder Unterbeamte. Sie zählten zu keiner der elf Rangklassen (von 1807/1812 bis April 1873 zwölf Diätenklassen), in die nur Offiziere sowie (gehobene und höhere) Beamte eingereiht waren.
Die Gagisten ohne Rangklasse rangierten hinter den 1913 auch im Heer eingeführten Stabsfeldwebeln.
Dazu gehörten die
- Profosse
- Oberwaffenmeister
- Werkmeister bei Montursverwaltungsanstalten
- Bauoberwerkmeister und Bauwerkmeister
- Artillerie-Obermeister
- Werkmeister in den Eisenbahn- und Telegrafenabteilungen, in der Zeugsverwaltung sowie am Technischen Militär-Komitee
- Oberbeschlagmeister

Den Gagisten ohne Rangklasse gehörten ferner an die Bezirksfeldwebel (Bezirksoberjäger) der k.k. Landwehr (inkl. k.k. Gendarmerie) bzw. die gleichrangigen Stabsfeldwebel der k.u. Landwehr (Honvéd) (inkl. k.u. Gendarmerie).
Seit 1909 zählten ebenso dazu der Bootsmann/Stabsbootsmann und Oberbootsmann/Oberstabsbootsmann der Österreichischen Marine.

### Uniform
Die Gagisten ohne Rangklasse der Landstreitkräfte kennzeichneten am Kragen Feldwebeldienstgradabzeichen nach speziellem Muster, d. h. statt der 1,3 cm breiten kaisergelben Seidenborte eine solche aus Silbergespinst, dazu drei sechsspitzige, weiße Rangsterne (bis Juni 1914 aus Zelluloid, dann seidengestickt). Das Chargenabzeichen war für alle Gagisten ohne Rangklasse gleich, entsprechend waren bspw. die Bauwerkmeister und Bauoberwerkmeister äußerlich nicht voneinander zu unterscheiden. Bei der Marine trugen die entsprechenden Chargen eine den Seeoffizieren ähnliche Adjustierung, mit Flottenrock, Schirmmütze (Marinekappe) und Marinesäbel. Auf den Ärmelaufschlägen zwei bis drei 11 cm lange und 1,3 cm breite Goldbörtchen, die vorne mit einem kleinen Marineknopf abschlossen. Bei Paraden zwei Achselstücke aus dunkelblauem Tuch, zunächst mit einer dreifach geflochtenen schwarz-gelben Seidenschnur bedeckt war. Zuletzt statt der Seideschnur zwei bis drei kurze, schmale Goldbörtchen, unter unklarem Anker.
Bei den Landstreitkräften folgte die Adjustierung der Gagisten ohne Rangklasse stets dem Muster der Offiziere bzw. der 1908 eingeführten Fähnriche, wenn auch mit gewissen Abweichungen. Darin unterschieden sie sich von den höheren Unteroffizieren des Heeres (Stabsunteroffiziere bzw. Stabsfeldwebel usw. sowie die Offiziersstellvertreter), obwohl diese im Rang über ihnen standen. Das betraf etwa die bei Offizieren üblichen Verzierungen aus Goldgespinst, bspw. an Kopfbedeckung und Säbel-Portepee, die bei den Gagisten ohne Rangklasse und Fähnrichen meist aus gelb-schwarz geritzter Seide bestanden. Sie trugen, wie die Fähnriche, keine Achselspangen. Das galt auch für die Bezirks- bzw. Stabsfeldwebel der Landwehr, im Gegensatz zu den Stabsfeldwebeln und Offiziersstellvertretern des Heeres sowie den 1908 abgeschafften Kadett-Offiziersstellvertretern.